# Trump International Hotel and Tower (Nueva York)
El Trump International Hotel and Tower es un rascacielos ubicado en el 1 Central Park West en Columbus Circle entre Broadway y Central Park West, en Manhattan, Nueva York. El edificio tiene 177 metros de altura y 44 plantas.
Su propietario es The Trump Organization y cuenta con habitaciones de hotel y condominios residenciales (viviendas de propiedad horizontal). El edificio anteriormente era el Gulf and Western, diseñado por Thomas E. Stanley y construido en 1969. Entre 1995 y 1997, se dejó únicamente su estructura de acero y se le dio una nueva fachada diseñada por Philip Johnson y Alan Ritchie.
El edificio fue usado como escenario de la película de 2011 Tower Heist.